# Zahiren (roman)

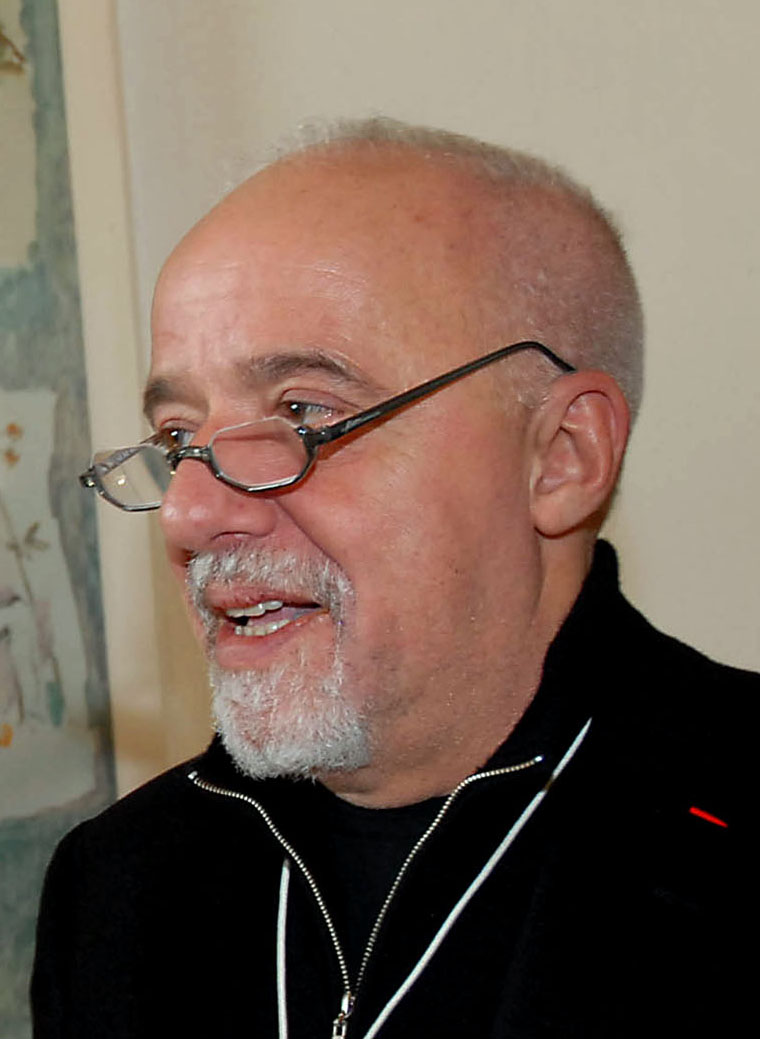
Författaren Paulo Coelho vid World Economic Forum-konferensen i Davos i Schweiz januari 2007.

Zahiren (originaltitel O Zahir) är en roman skriven av Paulo Coelho. Den utkom första gången på svenska 2005.
Boken handlar om en bästsäljande författare som är gift med den kvinnliga krigskorrespondenten Esther. När hon plötsligt försvinner blir mannen besatt av tanken att finna henne. Blev hon kidnappad, mördad, trött på sitt äktenskap. Eller rymde hon med ”vännen” som också kan ha varit hennes älskare.
Letandet för honom genom Europa och Centralasien och förvandlas till en besatthet. Därav boken titel, där zahir är ”en tanke som intar en och som man inte kan bli fri från”.
Enligt den brittiska dagstidningen The Guardian lanserades romanen i 83 länder på 42 språk och med mer än 8 miljoner tryckta exemplar.